# Ceratina stilbonota
Ceratina stilbonota är en biart som beskrevs av Jesus Santiago Moure 1941. Ceratina stilbonota ingår i släktet märgbin, och familjen långtungebin. Inga underarter finns listade i Catalogue of Life.